# Liste von Bergen und Erhebungen in Malawi
Dies ist eine Liste von Bergen und Erhebungen in Malawi:
| Bild | Name              | Höhe   | Gebirge          | Region                        | Lage                    | Bemerkung                              |
| ---- | ----------------- | ------ | ---------------- | ----------------------------- | ----------------------- | -------------------------------------- |
| 0 BW | Sapitwa           | 3002 m | Mulanje          | Mulanje, Südregion, Malawi    | !484.0510005535.5910005 | höchste Erhebung                       |
| 0 BW | Nakodzwe          | 2964 m | Mulanje          | Mulanje, Südregion, Malawi    | !484.0533405535.6056805 |                                        |
| 0 BW | Khuto             | 2758 m | Mulanje          | Mulanje, Südregion, Malawi    | !484.0892905535.6220405 |                                        |
| 0 BW | Dzole             | 2717 m | Mulanje          | Mulanje, Südregion, Malawi    | !484.0813705535.6240105 |                                        |
| 0 BW | Namasile          | 2687 m | Mulanje          | Mulanje, Südregion, Malawi    | !484.1110005535.6838905 |                                        |
| 0 BW | Chigaru           | 2670 m | Mulanje          | Mulanje, Südregion, Malawi    | !484.1189505535.6586405 |                                        |
| 0 BW | Chinzama          | 2666 m | Mulanje          | Mulanje, Südregion, Malawi    | !484.0925305535.6631505 |                                        |
| 0 BW | Manene            | 2650 m | Mulanje          | Mulanje, Südregion, Malawi    | !484.0218005535.7206905 |                                        |
| 0 BW | Matambale         | 2642 m | Mulanje          | Mulanje, Südregion, Malawi    | !484.0984205535.7070105 |                                        |
| 0 BW | Nganda            | 2607 m | Nyika-Plateau    | Chitipa, Nordregion, Malawi   | !489.5527785533.8638895 |                                        |
| 0 BW | Nandalanda        | 2592 m | Mulanje          | Mulanje, Südregion, Malawi    | !484.0986405535.6240205 |                                        |
| 1    | Chambe            | 2557 m | Mulanje          | Mulanje, Südregion, Malawi    | !484.1017405535.5264905 |                                        |
| 0 BW | Vitumbi           | 2523 m | Nyika-Plateau    | Rumphi, Nordregion, Malawi    | !489.2345225533.9554725 |                                        |
| 0 BW | Kasaramba         | 2460 m | Nyika-Plateau    | Rumphi, Nordregion, Malawi    | !489.3332455533.9683965 |                                        |
| 0 BW | Chilemba          | 2359 m | Mulanje          | Mulanje, Südregion, Malawi    | !484.0379705535.5297605 |                                        |
| 1    | Mafinga           | 2339 m | Mafinga Hills    | Chitipa, Nordregion, Malawi   | !490.0473065533.3523615 | Grenzberg, höchste Erhebung von Sambia |
| 0 BW | Nchenachena       | 2319 m | Nyika-Plateau    | Rumphi, Nordregion, Malawi    | !489.2500005533.9666675 |                                        |
| 0 BW | Nayawani North    | 2285 m | Mulanje          | Mulanje, Südregion, Malawi    | !484.0500005535.7007205 |                                        |
| 1    | Mchese            | 2289 m |                  | Phalombe, Südregion, Malawi   | !484.1816495535.7044015 |                                        |
| 0 BW | Dedza Mountain    | 2198 m |                  | Dedza, Zentralregion, Malawi  | !485.6609715534.3327835 |                                        |
| 0 BW | Chongoni Mountain | 2060 m |                  | Dedza, Zentralregion, Malawi  | !485.7953105534.2024065 |                                        |
| 1    | Zomba (Novimbe)   | 2053 m | Zomba-Plateau    | Zomba, Südregion, Malawi      | !484.6505005535.2742175 |                                        |
| 0 BW | Malosa Mountain   | 1978 m |                  | Zomba, Südregion, Malawi      | !484.7459135535.3080775 |                                        |
| 0 BW | Chirobwe          | 1960 m |                  | Ntcheu, Zentralregion, Malawi | !485.4451175534.5314815 |                                        |
| 0 BW | Uzumara           | 1943 m | Viphya Mountains | Rumphi, Nordregion, Malawi    | !489.1000005534.1000005 |                                        |
| 0 BW | Ruwenya           | 1900 m |                  | Chitipa, Nordregion, Malawi   | !490.5064495533.0443795 |                                        |
| 0 BW | Champhila         | 1820 m | Viphya Mountains | Mzimba, Nordregion, Malawi    | !487.5949405533.6445005 |                                        |
| 0 BW | Chiradzulu        | 1773 m | Shire-Hochland   | Chiradzulu, Südregion, Malawi | !484.3027905535.1647405 |                                        |
| 1    | Ndirande          | 1612 m | Shire-Hochland   | Blantyre, Südregion, Malawi   | !484.2450405535.0564655 |                                        |
| 0 BW | Soche             | 1533 m | Shire-Hochland   | Blantyre, Südregion, Malawi   | !484.1594365535.0230775 |                                        |
| 0 BW | Thyolo            | 1462 m | Shire-Hochland   | Thyolo, Südregion, Malawi     | !483.9277105535.0424315 |                                        |
| 0 BW | Uzuzu             | 1337 m |                  | Mangochi, Südregion, Malawi   | !485.5990285535.3752835 |                                        |